# Приазовский поселковый совет (Приазовский район)
Приазовский поселковый совет (укр. Приазовська селищна рада) — входит в состав
Приазовского района
Запорожской области
Украины.
Административный центр поселкового совета находится в 
пгт Приазовское.

## История
- 1957 — дата образования.

## Населённые пункты совета
- пгт Приазовское
- с. Белоречанское
- с. Вишнёвое
- с. Гамовка
- с. Новоивановка
- с. Таврийское